# Álvaro Coutinho Aguirre
Alvaro Coutinho Aguirre (7 de julho de 1899 – 28 de dezembro de 1987) foi engenheiro agrônomo, zoólogo, naturalista. Criou o primeiro parque de reserva e refúgio de animais silvestres no Brasil, atualmente, a Reserva Biológica de Sooretama, no estado do Espírito Santo (Nota: a primeira área protegida do Brasil foi criada em 1937). Alvaro Aguirre dedicou-se à preservação da flora e da fauna brasileira, especialmente da Mata Atlântica. Estudou o maior primata das Américas, o Muriqui (Brachyteles arachnoids), para o qual empreendeu diversas expedições durante os anos 60, durante os quais investigou a vida e hábitos da espécie e sua situação de conservação à época. As publicações resultantes diagnosticaram uma diminuição preocupante dos grupos familiares da espécie, em função do desmatamento e da falta de preservação de seu habitat.

## Biografia
Nascido em Santa Teresa, no coração da Mata Atlântica capixaba, Alvaro Aguirre é filho de Arminda Coutinho e Antônio de Araújo Aguirre, engenheiro de rodagem, e neto de Henrique da Silva Coutinho (1845-1915), fazendeiro e governador do Espírito Santo por duas vezes. Casou-se com Eunice Coutinho, filha de Artur Coutinho D´ Alvarenga e Virgínia Nunes Coutinho, com quem teve dois filhos, Fernando e Edna Coutinho Aguirre. Cresceu em Niterói, no Estado da Guanabara, e estudou no Rio de Janeiro, no Colégio Pedro II. Se formou como Engenheiro Agrônomo pela Escola Superior de Agricultura e Medicina Veterinária, hoje, Instituto de Agronomia, da Universidade Federal Rural do Rio de Janeiro e foi pesquisador do Conselho Nacional de Pesquisas, CNPq. Trabalhou como Chefe de Seção de Pesquisas da extinta Divisão de Caça e Pesca do Ministério da Agricultura, e foi membro da Fundação Brasileira de Conservação para a Natureza e Sociedade de Agronomia.

## Vida profissional
Alvaro Coutinho Aguirre teve a vida dedicada ao estudo da flora e da fauna do território brasileiro. Como Chefe de Seção de Pesquisas da Divisão de Caça e Pesca, do Ministério da Agricultura, empreendeu diversas expedições às diferentes regiões do país, com o intuito de estudar, pesquisar e catalogar a vida animal e botânica das matas brasileiras. Como resultado das expedições, se deu a conhecer inúmeros registros em artigos e livros relativos às condições em que se encontravam as espécies, incluindo "As avoantes do nordeste", sobre a pomba "amargosa" (Zenaida auriculata) do nordeste do país, e também o estado da arte da caça e pesca nas cinco regiões do país, além de coletas de material para sua conservação em museus com o taxidermista Antônio Domingos Aldrighi, ex-diretor do Parque Nacional da Tijuca, no Rio de Janeiro, e documentação fotográfica do trabalho de campo e do modo de vida população do interior do país. As expedições eram acompanhadas pela equipe de funcionários da Divisão de Caça e Pesca, do Ministério da Agricultura, composta por, além de Antônio Adrighi, pelo veterinário Ítalo Desiderati Romeu, pelo auxiliar de taxidermia José Anacleto e o colecionador e fotógrafo Aggio Neto .
No início da década de 1940, Alvaro C. Aguirre criou e superintendeu a instalação da atual Reserva Biológica de Sooretama no norte do Espírito Santo. A Rebio Sooretama está localizada a 178 km ao norte da capital Vitória, a 47 km ao norte da cidade de Linhares e 64 km ao sul da cidade de São Mateus, pela Rodovia Governador Mário Covas, BR-101; entre os municípios de Vila Valério, Jaguaré, Linhares e Sooretama. O termo "Soóretama" pertence ao idioma tupi e segundo o etimologista Jacques Raimundo significa "terra dos animais da mata". Inicialmente, a proteção se estendeu a duas áreas - a Reserva Florestal Estadual do Barra Seca (1941) e o Parque de Refúgio de Animais Silvestres Soóretama (1943) - que fundidas adquiriram o status de Reserva Biológica, em 1982, com a edição do decreto nº 87.588 do Governo Federal. Em 1999, a unidade foi incluída pelo Comitê do Patrimônio Mundial da UNESCO na lista de áreas de excepcional valor ecológico para a humanidade, integrando a reserva da biosfera da Mata Atlântica. Hoje, a Reserva é uma Unidade de Conservação de Proteção Integral e está vinculada ao Instituto Chico Mendes de Conservação da Biodiversidade – ICMBio.
O maior bloco contínuo de vegetação remanescente de Mata Atlântica do estado do Espírito Santo é constituído pela Rebio Sooretama, pela Reserva de Linhares (ou a Reserva Natural Vale da Companhia Vale do Rio Doce) e pelas Reservas Particulares do Patrimônio Natural Mutum Preto e Recanto das Antas. São cerca de 50 mil hectares de Mata Atlântica pouco conhecida, e o último refúgio de animais como a onça pintada no estado.
A partir das expedições realizadas pelas várias regiões do país, Álvaro Aguirre coletou diversas espécies para estudos e pesquisas, e criou o Museu da Fauna, entre o final do anos 30 e 50, na Quinta da Boa Vista, e hoje pertencente à Fundação Jardim Zoológico do Rio de Janeiro. Uma parte considerável dos animais taxidermizados, coletados desde os anos 40, doados ao Museu Nacional do Rio de Janeiro, se perdeu no incêndio de 2018.
Nos anos 60, aposentado e pesquisador do CNPq, Alvaro Aguirre empreendeu uma longa pesquisa bibliográfica e de campo nos blocos remanescentes da Mata Atlântica para conhecer as condições de vida do Mono Brachyteles arachnoids, o Muriqui.  O pesquisador reuniu dados sobre a densidade distributiva da espécie, peso e medidas corporais, seus hábitos e dieta. Sendo o  maior primata das Américas, o Muriqui já vem sendo descrito na literatura científica e de viajantes ao Brasil, desde o século XVIII, bem como a estimativa de sua população antes de 1500. Abundantes pela costa brasileira, o Muriqui serviu de alimento para os índios e posteriormente para os caçadores das matas litorâneas. Caracteriza-se pela cauda preensil que, sozinha, pode ter o equivalente de extensão do corpo de um indivíduo, do focinho à base da cauda. Um mono macho adulto pode medir mais que um metro e meio e pesar 15 quilos. Como as caudas equivalem a um quinto membro, o Muriqui viaja e fertiliza as matas a partir do que comem; vive em grupos e nas árvores, e portanto dependem de blocos contínuos de matas para viajar, o que em 1971 já era alvo de denúncia pelo pesquisador na publicação:
É tarde demais para uma pesquisa de resultados completos sobre a biodinâmica do B. arachnoides em seu ambiente natural. Sofreu a região de dispersão geográfica da espécie um sério e irreparável desajuste em seus ecossistemas, provocado, em grande parte pela nefasta ação do homem. Nem por isso, entretanto, o pesquisador deixou de aplicar seus esforços e os meios disponíveis para estudar o ciclo biológico da espécie (Aguirre, 1971, p. 12)
A publicação traz a pesquisa bibliográfica e museológica, de observação pelos estados da Bahia, de Minas Gerais, Espírito Santo, Rio de Janeiro, São Paulo, Paraná, em reservas do governo e particulares, em fazendas e em matas fora de área de proteção. Entrevistas com caçadores, guias e a população local contribuem com informações sobre o muriqui. O pesquisador ao fim sugere ações de proteção e conservação do habitat do mono, com o objetivo de preservar a espécie que depende de mata contínua para a sobrevivência.

## Reconhecimento
Avesso a homenagens e publicidade, a popularização de seu trabalho se deveu principalmente aos pesquisadores da área que reconheceram seu esforço de documentação e análise de espécies das matas brasileiras.
O necrológio produzido pelo pesquisador argentino Enrique H. Bucher, colega e amigo pessoal, publicado na revista Ararajuba da Sociedade Brasileira de Ornitologia, relata não apenas a importância de sua contribuição para a preservação da fauna e flora brasileira, como a sua biografia. Ele descreve aspectos de sua personalidade que o tornaram parte desta "distinta linhagem de cientistas latino-americanos que, apesar das dificuldades impostas pela época e do meio adverso no qual atuaram, foram capazes de oferecer logros importantes à ciência de seus países, graças à sua enorme criatividade e dedicação" (Bucher, 1990, p. 123). Dentre estes aspectos, pode-se destacar "profundo amante da natureza, ao mesmo tempo organizador prático e visionário" e "tremenda energia e juventude de espírito" (Id. Ibidem).
No mesmo ano, a de divulgação e popularização científica Superinteressante (ano 4, n.11, nov. 1990) publicou uma longa reportagem As cordiais acrobacias do muriquiem que cita a população de muriquis da Fazenda Montes Claros (MG) e sua descoberta pelas expedições de Aguirre, nos anos 60. A Fazenda pertence à Reserva Particular do Patrimônio Natural Feliciano Miguel Abdala, onde se encontra a maior população de muriquis-do-norte (Brachyteles hypoxanthus), espécie em risco de extinção. Em 1992, o sobrinho Ângelo Arpini Coutinho e o amigo Brunório Serafini reeditaram, em Vitória (ES), como edição particular a publicação Soóretama, de 1951, com o objetivo de divulgar seu trabalho.
Em 2004, instituições científicas, associações políticas e movimentos da sociedade civil promoveram a Expedição "Alvaro Aguirre" pelo rio Doce, no estado do Espírito Santo. O coordenador foi o historiador José Lino França Galvão e a expedição promoveu a coleta e catalogação do lixo e do material nas margens do Rio Doce, entre Aimorés (MG) e sua foz, em Regência, município de Linhares (ES). Dentre sementes, mudas e raízes coletadas, 24 espécies passaram a compor o acervo no herbário da Universidade Federal do Espírito Santo. A Expedição ainda produziu uma exposição fotográfica e vídeo-documentário, e foi promovida pela Associação Colatinense de Defesa Ecológica (ACODE), a Comissão Interestadual Parlamentar de Estudos para o Desenvolvimento Sustentável da Bacia Hidrográfica do Rio Doce (CIPE), o Departamento de Botânica da UFES, o Mosteiro Zen Budista Morro da Vargem  e o Instituto Terra.
Em 2010, o Instituto de Pesquisas da Mata Atlântica (IPEMA) produziu o "kit" educacional O Muriqui, composto por livro, vídeo e exposição itinerante para escolas situadas em regiões onde se encontram a espécie. O objetivo do projeto foi proporcionar educação e difusão do conhecimento, junto às crianças, sobre a importância da conservação da biodiversidade. Alguns exemplos bem sucedidos são citados, como o do Projeto Muriqui.   
No Espirito Santo, a maioria das atividades do ´Projeto Muriqui´ concentra-se em Santa Maria de Jetibá. Estabelecemos parcerias com  escolas visando difundir o conhecimento científico sobre a espécie e contribuir para a educação das crianças. Os resultados foram muito promissores, mostrando que professores e alunos são muito receptivos ao uso do tema ´conservação biológica´ em suas atividades. (Mendes, Silva & Strier, 2010, p. 68)
       
O "kit" educacional O Muriqui destacou a participação dos pesquisadores e conservacionistas pioneiros na proteção da espécie, como Alvaro Aguirre, Feliciano Abdala, Russell Mittermeier, Célio Valle, Adelmar Coimbra Filho e Ibsen Câmara, bem como documenta com foto o encontro entre os cientistas em 1982 em palestra, no Rio de Janeiro, promovida pela Fundação Brasileira para a Conservação da Natureza. O "kit" educacional obteve apoio do CNPq, IPEMA, Fundação de Apoio à Pesquisa do Estado do Espírito Santo (FAPES), Instituto Estadual de Meio Ambiente e Recursos Hídricos (IEMA), Conservação Internacional - Brasil e foi executado pelo Depto. de Ciências Biológicas da UFES e pelo Museu de Biologia Prof. Mello Leitão.
Em 2013, a Reserva Biológica de Sooretama comemorou seus 70 anos com uma caminhada ecológica. Para reconhecer o esforço de seu fundador, a Reserva, num ato simbólico, produziu mudas da espécie do pau-brasil, a partir de um exemplar plantado por Álvaro Aguirre, e distribuiu com orientação sobre o plantio para os participantes, juntamente, com material educativo sobre a Reserva Biológica de Duas Bocas produzido pelo Instituto Últimos Refúgios.

## Publicações
- Aguirre, A. & Aldrighi, A. (1987) Catálogo das aves do Museu da Fauna. 2a parte. Rio de Janeiro, RJ: Delegacia Estadual do Estado do Rio de Janeiro, Instituto Brasileiro de Desenvolvimento Florestal; Vale do Rio Doce.
- Aguirre, A. & Aldrighi, A. (1983) Catálogo das aves do Museu Fauna.[41] 1a parte. Rio de Janeiro, RJ: Delegacia Estadual do Estado do Rio de Janeiro, Instituto Brasileiro de Desenvolvimento Florestal.
- Aguirre, A. (1976) Distribuição, costumes e extermínio da "avoante" do nordeste, Zenaida auriculata noronha Chubb. Rio de Janeiro, RJ: Academia Brasileira de Ciências.
- Aguirre, A. (1975) Contribuição  para  o  estudo  do conteúdo  gástrico  da  Zenaida  auriculata  (DesMurs). Rio de Janeiro, RJ: Brasil Florestal 6(24): 59-68.
- Aguirre, A. (1974) Contribuição para o estudo do conteúdo gástrico da Zenaida auriculata (Des Murs). Rio de Janeiro, RJ: Brasil Florestal. 5(18): 61-67.
- Aguirre, A. (1973) Contribuição para o estudo do conteúdo gástrico da Zenaida auriculata (Des Murs). Rio de Janeiro, RJ: Brasil Florestal. 4(16): 71-75.
- Aguirre, A. (1972) Nidificação da Zenaida auriculata (Des Murs). Rio de Janeiro, RJ: Brasil Florestal 3(12):14-18.
- Aguirre, A. (1971). O Mono Brachyteles arachnoides (E. Geoffroy) Rio de Janeiro, RJ: Academia Brasileira de Ciências.
- Aguirre, A. (1967) Contribuição a um plano visando a preservação da fauna Rio de Janeiro, RJ: Ministério da Agricultura/Serviço de Informação Agrícola.
- Aguirre, A., Schubart, O. & Sick, H. (1965) Contribuição para o conhecimento da alimentação das aves brasileiras. São Paulo, SP: Arquivos de Zoologia 12: 95–249. Departamento de Zoologia.
- Aguirre, A. (1964) As avoantes do Nordeste Rio de Janeiro, RJ: Ministério da Agricultura/Serviço de Informação Agrícola (Estudos Técnicos nº 24).
- Aguirre, A. (1962) Estudo sobre a biologia e consumo da Jaçanã Porphyrula martinica (L) no estado do Maranhão. Rio de Janeiro, RJ: Separata dos Arquivos do Museu Nacional, 52: 9-20.
- Aguirre, A. (1959) Aspectos da vida do Caranguejo e sistema de sua exploração no município de São Mateus e Conceição da Barra no estado do Espírito Santo. Rio de Janeiro, RJ: Ministério da Agricultura/DNPA, Boletim de Caça e Pesca.
- Aguirre, A. (1959) Contribuição ao estudo da biologia do Macuco, Tinamus solitarius (Vieillot) - Ensaios para sua criação doméstica Parque "Sooretama". Notas sobre a outra espécie do gênero Tinamus. Rio de Janeiro, RJ: Ministério da Agricultura.
- Aguirre, A. (1956) Contribuição ao estudo da biologia do jacaré-açu Melanosuchus niger (Spix). Rio de Janeiro, RJ: Ministério da Agricultura.
- Aguirre, A. (1954) A caça e a pesca no Vale do Rio Doce: estado do Espirito Santo Rio de Janeiro, RJ: Ministério da Agricultura, Divisão de Caça e Pesca, 1954.
- Aguirre, A. [(1951) 1971]  Sooretama (Estudo sobre o Parque de Reserva, Refúgio e Criação de Animais Silvestres). Rio de Janeiro, RJ [Vitória, ES): Serviço de Informação Agrícola, Ministério da Agricultura. [Edição particular, autorizada pela família do autor. COUTINHO, Ângelo A.; SERAFINI, Brunório] p.50
- Aguirre, A. (1947). Sooretama: estudo sobre o parque de reserva, refúgio e criação de animais silvestres, “Sooretama”, no Município de Linhares, Estado do Espírito Santo. Rio de Janeiro, RJ: Boletim do Ministério da Agricultura, Rio de Janeiro, 36:1-52.
- Aguirre, A. (1945) A caça e a pesca no pantanal do Mato Grosso Rio de Janeiro, RJ: Ministério da Agricultura, 1945.
- Aguirre, A. (1939) A pesca da Tainha e seu valor econômico e industrial no estado do Rio Grande do Sul. Rio de Janeiro, RJ: A voz do mar, XVIII (160).
- Aguirre, A. (1936 ) A pesca  e  a  caça  no  alto  São Francisco.  Rio de Janeiro, RJ: Ministério  da  Agricultura,  Divisão de Caça e Pesca.